# Peace & Love

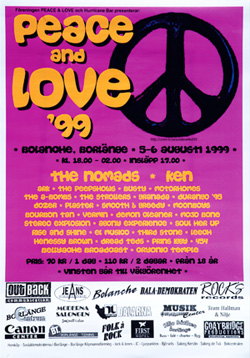
Plakat zum Festival Peace & Love 1999

Peace & Love ist ein 1999 gegründetes Kultur-Festival, das jährlich im Juni/Juli in der schwedischen Stadt Borlänge stattfindet und jeweils unter einem inhaltlichen Thema aus den Bereichen Vielfalt, Gemeinschaft und Verständnis steht. Das einst größte Musikfestival Schwedens ging 2013 in Konkurs, lebt seit dem folgenden Jahr jedoch unter neuer Leitung und in kleinerem Rahmen weiter. Veranstalter ist seit 2014 die gemeinnützige Stiftung Peace & Love Foundation.

## Geschichte
Das Projekt Peace & Love begann 1999, als ein Verein in Borlänge beschloss, ein Musikfestival zu organisieren, um Gewalt, Rassismus und Fremdenfeindlichkeit in Dalarna entgegenzuwirken. Mit dem Anstieg der Bedeutung dieses Konzepts wuchs auch die Zahl der Musiker und Besucher. 2006 wurden Thementage mit Debatten, Workshops, Vorträgen und Seminaren vor dem Musikfestival eingeführt. 2007 war Peace & Love mit 25.000 Besuchern pro Tag bereits das zweitgrößte, 2010 mit 42.000 verkauften Karten das größte Festival in Schweden. Der Rekord wurde mit rund 50.000 verkauften Tickets im Jahr 2012 erreicht.
2013 musste der Veranstalter wegen zu geringer Kartennachfrage Insolvenz anmelden. Zur Ursache gab es geteilte Meinungen. Einerseits sollte der erhöhte Kartenpreis wegen des Auftritts von Depeche Mode, andererseits ein konkurrierendes Festival am selben Wochenende dafür verantwortlich gewesen sein.
2014 übernahm die gemeinnützige Stiftung Peace & Love Foundation die Rolle des Veranstalters. Seither findet die, „Plattform, um eine harmonischere und mitfühlendere Welt zu fördern“ in etwas kleinerem Rahmen statt.

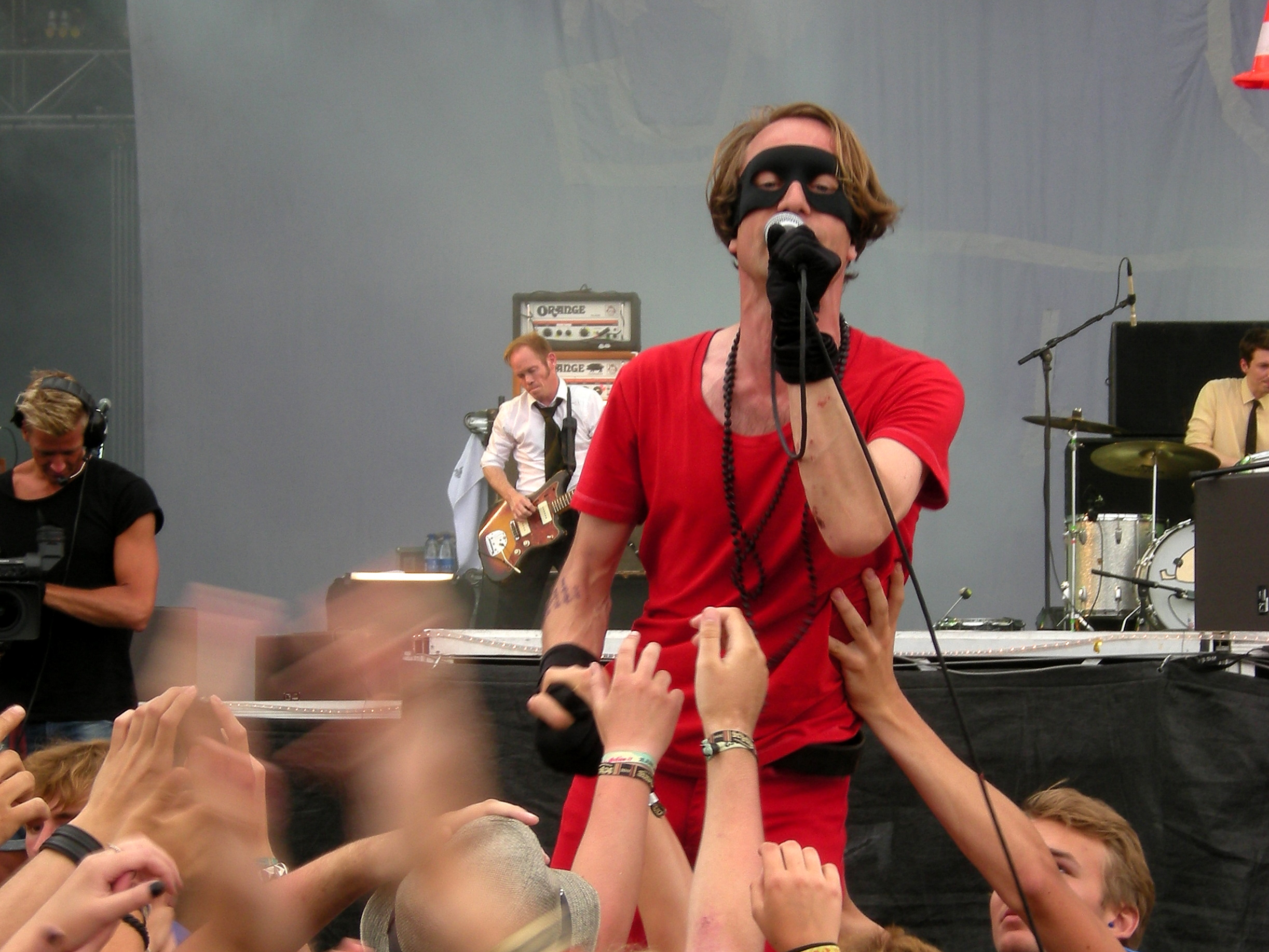
bob hund beim Auftritt 2011

Zum 20-jährigen Jubiläum 2019 kamen 15.000 Besucher zum Folkets Park in Borlänge, eine Steigerung um 200 Prozent im Vergleich zu 2014. Zum Programm gehörte auch die schwedische Indie-Rockband bob hund. Als das Festival 2020 aufgrund der Covid-19-Pandemie abgesagt werden musste, blieb seine Zukunft zunächst ungewiss.

## Botschaft
Peace & Loves grundlegende Botschaft handelt von Vielfalt, Gemeinschaft und Verständnis. Daher will Peace & Love alle ansprechen, die zusammen eine friedlichere und liebevollere Welt schaffen wollen. Die Botschaft wird durch ein jährlich wechselndes Thema hervorgehoben.

## Themen
- 2004 – Das freie Wort

Das Wort bekam viel Raum für Poesie und Poeten wie Bob Hansson und Marcus Birro
- 2005 – Umwelt

Peace & Love arbeitete mit Greenpeace zusammen um Umweltfragen zu erläutern
- 2006 – Demokratie

Diese Thementage stachen hervor und 2006 sollte das Thema wirklich im Fokus stehen. Dazu gab es 3 Tage mit Debatten, Workshops, Vorlesungen und Seminaren. Mitwirkende wie Folke Rydén, Mian Lodalen, Izzy Young, America Vera-Zavala, alle politischen Jugendverbände in Schweden, sowie viele verschiedene Personen und Organisationen legten die Latte hoch für kommende Jahresthemen und deren Thementage.
- 2007 – Revolution

Unter den Vortragenden waren der britische Künstler, Verfasser und Musiker Malcolm McLaren, der ehemalige Kultusminister Leif Pagrotsky, der Journalist Göran Greider, der Verfasser Marcus Birro und die Verfasserin Mian Lodalen.
- 2008 – Wach auf!

Zu Gast waren unter anderem Suzanne Brøgger, Jacques Werup und In Flames
- 2009 – Leidenschaft

Peace & Love arbeitete mit Greenpeace, Amnesty International und WWF zusammen.
- 2010 – Freiheit

- 2011 – Mut, Hoffnung und Liebe

Die erste Debatte „Grenzenloser Mut“ wurde von der Politikwissenschaftlerin Nisha Besara geleitet. Debattierende waren der ehemaliger schwedischer Außenminister Jan Eliasson, die Dokumentarfilmerin und Autorin Ulla Lemberg und der Hubschrauberpilot und Piratenjäger Robert Karjel.

## Peace & Love Santiago de Chile
2008 wurde das Konzept von Peace & Love nach Südamerika exportiert, wo in Santiago de Chile ein Festival gleichen Namens stattfand. Dabei traten schwedische und chilenische Künstler auf. Das Festival sollte auch in Chile jährlich stattfinden.

## Entwicklung des Festivals bis 2008
Das erste Festival 1999 wurde in der Kneipe Bolanche im Zentrum Borlänges ausgerichtet. Ein Jahr später zog das Festival ins Cozmoz, eine lokale Jugenddisco, und wurde teilweise sogar in den Folkets Park (Stadtpark) verlegt. 2001 bekam das Festival sein neues Aussehen, zog in Borlänges Zentrum und hatte etwa 3 000 Besucher. Im Jahr darauf stieg die Anzahl der Besucher sogar auf etwa 3500. Im folgenden Jahr hatte das Festival einen großen Aufschwung und wurde von circa 8000 Menschen besucht. In den Jahren 2004–2005 stieg die Besucheranzahl bis auf etwa 10000 Besucher am Tag. Die Veranstaltung wuchs weiter – 2006 wurden 15000 Tickets am Tag verkauft – und gehörte zu den größten Festivals in Schweden. Die Anzahl der Tickets, die 2007 für das Peace & Love verkauft wurden, lag bei ca. 20000.
Am 23. Mai 2008 beendete Peace & Love den Verkauf der 25000 Festivalpässe in Rekordzeit und erlebte einen Ansturm an Besuchern, den man vorher noch nie gesehen hatte. Man verkaufte mehr Campingpässe und erweiterte die Campingmöglichkeiten aufgrund der vielen Besucher, die kommen würden.

## Bands
- 1999 – Ken, The Ark, The Motorhomes, Mando Diao
- 2000 – Joakim Thåström, Lars Winnerbäck, Mando Diao, Michael Monroe, The (International) Noise Conspiracy
- 2001 – Backyard Babies, Rikard Wolff, Sator, Mando Diao
- 2002 – Latin Kings, Sophie Zelmani, Infinite Mass, Mando Diao
- 2003 – Jakob Hellman, The Ark, The Sounds, Pain, Mando Diao
- 2004 – Motörhead, Hanoi Rocks, Broder Daniel, Marit Bergman, Moneybrother, Mando Diao
- 2005 – Ulf Lundell, Thomas Di Leva, The Hellacopters, Håkan Hellström, Nationalteatern, Khonnor, Mando Diao
- 2006 – Patti Smith, New York Dolls, The Cardigans, Ed Harcourt, Dia Psalma, Thåström, Håkan Hellström, Mando Diao
- 2007 – Iggy & the Stooges, Alice Cooper, Damien Rice, Jason Mraz, Backyard Babies, The Ark, Sahara Hotnights, Meshuggah, Dia Psalma, Mando Diao, Crashdïet, The Horrors.
- 2008 – Sex Pistols, Manu Chao, Thåström, Kent, Håkan Hellström, The Hives, In Flames, W.A.S.P., Jason Mraz, Suzanne Vega, The Hellacopters, Millencolin, Mando Diao
- 2009 – Turbonegro, Lars Winnerbäck, Volbeat, Faith No More, Satyricon, Thåström, The Stranglers, Håkan Hellström, Pete Doherty, Immortal Technique, Mötley Crüe, Mando Diao, Carl Barât, Babyshambles, Chris Cornell, Keane, Monster Magnet, Razorlight, The Kooks
- 2010 – Sick of It All, Hardcore Superstar, Amanda Jenssen, Skumdum, Name the Pet, Avatar, Thee Suspenders, Kim Wilde, Wolfmother, The Ark, Vitalic, NOFX, Shout Out Louds, Danko Jones, Europe, The Kooks

Mehrere Bands waren Stammgäste bei Peace & Love. So z. B. sind die Borlänger Bands Mando Diao und Sugarplum Fairy seit 2001 jedes Jahr dort aufgetreten.

## Rezeption in der Populärkultur
Die aus Borlänge stammende Sängerin Miss Li erwähnt im Text ihres Songs Dancing the Whole Way Home das Festival, bei dessen Besuch sich die Protagonistin verliebt.